# 타이거테일
타이거테일(Tigertail)은 미국에서 제작된 앨런 양 감독의 2020년 드라마 영화이다. 티지 마 등이 주연으로 출연하였다.

## 출연

### 주연
- 티지 마
- 크리스틴 고
- 리홍기